# Nurocyon chonokhariensis
Nurocyon chonokhariensis es la única especie del género extinto Nurocyon de la familia Canidae, que habitó en el Plioceno de Mongolia. Los dientes de Nurocyon muestran adaptaciones a una dieta omnívora, comparable a las del actual perro mapache (Nyctereutes procyonoides). La estructura del cráneo y dentición de Nurocyon son intermedios entre los del género viviente Canis (perros, lobos, y chacales) y los del más primitivo Eucyon.